# 王骥 (永乐丙戌进士)
王骥（1378年—1460年），字尚德，直隸束鹿縣（今辛集市位伯镇西吕村）人，明朝政治人物，官至兵部尚書。

## 生平
王骥于永乐四年（1406年）中进士，任山西兵科给事中。遷山西按察司副使。洪熙元年，入為順天府尹。宣德初，擢兵部右侍郎。宣德九年（1434年）升任兵部尚书。
正统二年（1437年），王骥受明英宗之命，整饬甘肃一带边备。次年，王任督军，率任礼、蒋贵等军出击鞑靼，击溃朵儿只伯，后奉召还任兵部尚书。正统六年（1441年），王被任命为总督军务，率蒋贵、楊寧在麓川之战火攻击败麓川（今云南省瑞丽）首领思任发，凯旋后被封为靖远伯。正统八年（1443年），再攻麓川后还任兵部，奉命巡视延绥（今陕西榆林）、宁夏、甘肃诸边。正统十三年（1448年），率宫聚三征麓川，兵锋远至缅甸境内的孟养，回师途中奉命率军平定湘西和贵州一带的苗族起事。
土木堡之变后，明英宗被瓦剌俘获，明景帝即位，王受王振之案牵连，被闲置于南京总督机务。景泰三年（1453年），王被去职，后奉命在南内监视被放还的明英宗。景泰八年（1457年），王参与发动夺门之变，拥明英宗复位，仍任兵部尚书，不久以老告退。三年后病逝。赠靖远侯，谥忠毅。